# Komuna Tomin
Tomin är en kommundel och tidigare kommun i Albanien.   Den ligger i Dibër prefektur i den norra delen av landet, 60 km nordost om huvudstaden Tirana.
Omgivningarna runt Qënder Tomin är en mosaik av jordbruksmark och naturlig växtlighet.  Runt Qënder Tomin är det ganska tätbefolkat, med 75 invånare per kvadratkilometer.